# Zisa, Palermo
Grad Zisa je grad v zahodnem delu Palerma na Siciliji v južni Italiji. Vključena je Unescov seznam svetovne dediščine pod naslovom Arabsko-normanski Palermo ter stolnici v Cefalùju in Monrealu.
Gradnjo so v 12. stoletju začeli arabski obrtniki za kralja Viljema I. Sicilskega, dokončal pa ga je njegov sin Viljem II.
Zgradba je bila zasnovana kot poletna rezidenca za normanske kralje kot del velikega lovskega naselja Genoardo (arabsko: Jannat al-arḍ, dobesedno 'Zemeljski raj') , ki je vključevalo tudi palačo Cuba Sottana , Cuba Soprana in palačo Uscibene. Ivano Angleško, kraljico Sicilije, vdovo Viljema II., je novi kralj Tancred  Sicilski zaprl v palačo, zaradi podpore princesi Konstanci, teti Viljema II., da bi se povzpela na prestol.
Grad Zisa je očitno navdihnjen z mavrsko arhitekturo. Samo ime Zisa izhaja iz arabskega izraza al-Azīz, kar pomeni 'draga' ali 'čudovita'. Ista beseda v pisavi Naskh je vtisnjena na vhodu, v skladu z običajno navado za glavna islamska poslopja tistega časa.
V 14. stoletju so bile dodane cine z delnim uničenjem arabskega napisa (v kufi znakih), ki je krasil zgornji del zgradbe. Bistvenejše spremembe so bile uvedene v 17. stoletju, ko so Ziso, v zelo slabem stanju, kupili Giovanni di Sandoval e Platamone, markiz S. Giovanni la Mendola, princ Castelreale, gospodar Mezzagrane in Zise. Nad vhodnim lokom se vidi marmornat grb slednjega z dvema levoma. Nekatere notranje prostore so spremenili, druge dodali na strop, zgradili so veliko stopnišče in nova zunanja okna.
Od leta 1808 do 1950-ih so v stavbi prebivali knezi Notarbartolo di Sciara. Ko jo je pridobila Regija Sicilija, je bila v 1990-ih obnovljena (severni del je propadel leta 1971 in je bil obnovljen po prvotnih načrtih).
Zisa je danes odprta za turiste. V nekaterih sobah so islamski umetniški predmeti, orodja in predmeti s sredozemskega območja. Najbolj opazna soba je osrednja dvorana z mozaično dekoracijo; nekoč je imela tudi vodnjak iz katerega je vosa dekla ven iz stavbe. 

## Galerija
- La Zisa, ok. 1880
- Niša s fontano v glavni dvorani
- Preddverje
- Dvorana v drugem nadstropju
- Vrt in fontana